# سنجاب زمینی کوهی
سنجاب زمینی کوهی (نام علمی: Xerus princeps) نام یک گونه از سرده سنجاب زمینی آفریقایی است.

## تغذیه
این حیوان از میوه ها ، دانه های درختان و جوانه های گیاهان مختلف تغذیه میکند.

## زیستگاه
سنجاب زمینی کوهی در استپ های مناطق سردسیر با پوشش کم ، اراضی نرم رسی و حاصلخیز ، در منطقه قزوین در دشتهای باز و در منطقه ماکو در دامنه تپه ها زندگی می کند.

## دشمنان طبیعی
دشمنان طبیعی آن ، پرندگان شکاری و پستانداران گوشت خوار نظیر گربه وحشی ، روباه و سمور هستند.